# 亀田早通
- 日本 > 新潟県 > 新潟市 > 江南区 (新潟市) > 亀田早通
- 日本 > 新潟県 > 新潟市 > 中央区 (新潟市) > 亀田早通

亀田早通（かめだはやどおり）は、新潟県新潟市江南区及び中央区の町字。郵便番号は950-0145。

## 概要
1889年（明治22年）から現在の大字。信濃川水系小阿賀野川下流域右岸、山崎排水路、早通排水路流域に位置する。
もとは1877年（明治10年）から1889年（明治22年）まであった早通村の区域の一部で、地名の由来はこの地が新田開発された際、この地を通り抜けると新潟、沼垂方面への近道になったことによる。

### 隣接する町字
北から東回り順に、以下の町字と隣接する。
- 亀田下早通
- 早通
- 嘉瀬
- 丸潟
- 亀田長潟

## 歴史
1889年（明治22年）以前の早通村は、1877年（明治10年）に上早通村、下早通村が合併して成立した。
上早通村（かみはやどおりむら）
江戸時代から1877年（明治10年）の村名。開発年代は1573年（天正元年）から1575年（天正3年）とされるが、1636年（寛永13年）の割野村百姓仁左衛門による開発が有力とされる。
下早通村（しもはやどおりむら）
江戸時代から1877年（明治10年）の村名。開発年代は1636年（寛永13年）から1679年（延宝7年）の間とされる。
1716年（享保元年）から1847年（弘化4年）の間、旗本小浜氏知行だった地は「下早通下組（しもはやどおりしもぐみ）」と呼ばれ、本村と区別された一村扱いとされることもあった。

### 分立した町字
1889年（明治22年）以後に、以下の町字が分立。
亀田工業団地（かめだこうぎょうだんち）
1994年（平成6年）5月1日に分立した町字。
東早通（ひがしはやどおり）
2002年（平成14年）4月30日に分立した町字。
早通（はやどおり）
2002年（平成14年）4月30日に分立した町字。
下早通柳田（しもはやどおりやなぎだ）
2007年（平成19年）10月1日に分立した町字。

### 年表
- 1877年（明治10年） : 上早通村、下早通村が合併して成立[4]。
- 1889年（明治22年）4月1日 : 合併により早通村の大字早通となる。
- 1925年（大正14年） : 合併により亀田町の大字となる。
- 2005年（平成17年）3月21日 : 合併により新潟市の大字となり、亀田早通に改称する。
- 2007年（平成19年）4月1日 : 新潟市の政令指定都市移行により、江南区及び中央区の大字となる。

## 交通

### 道路
高速道路
- 東日本高速道路
  - 日本海東北自動車道
    - 新潟亀田インターチェンジ

### バス
新潟交通路線バス
- 郊外線（女池・長潟方面）
  - 亀田インター停留所
    - 520 長潟線 西跨線橋経由 南部営業所直通
    - 521 長潟線 西跨線橋・早通経由 南部営業所方面
    - 522 長潟線 駅南口発着 南部営業所直通
    - 570 長潟線 東跨線橋経由 南部営業所直通

- 郊外線（石山・亀田方面）
  - 亀田インター停留所
    - 940 京王団地線 京王団地経由

  - 早通小学校前停留所 - 早通宮前停留所
    - 930 亀田早通・酒屋線 山二ツ・亀田駅前・亀田早通経由